# Inmigración rumana en Venezuela

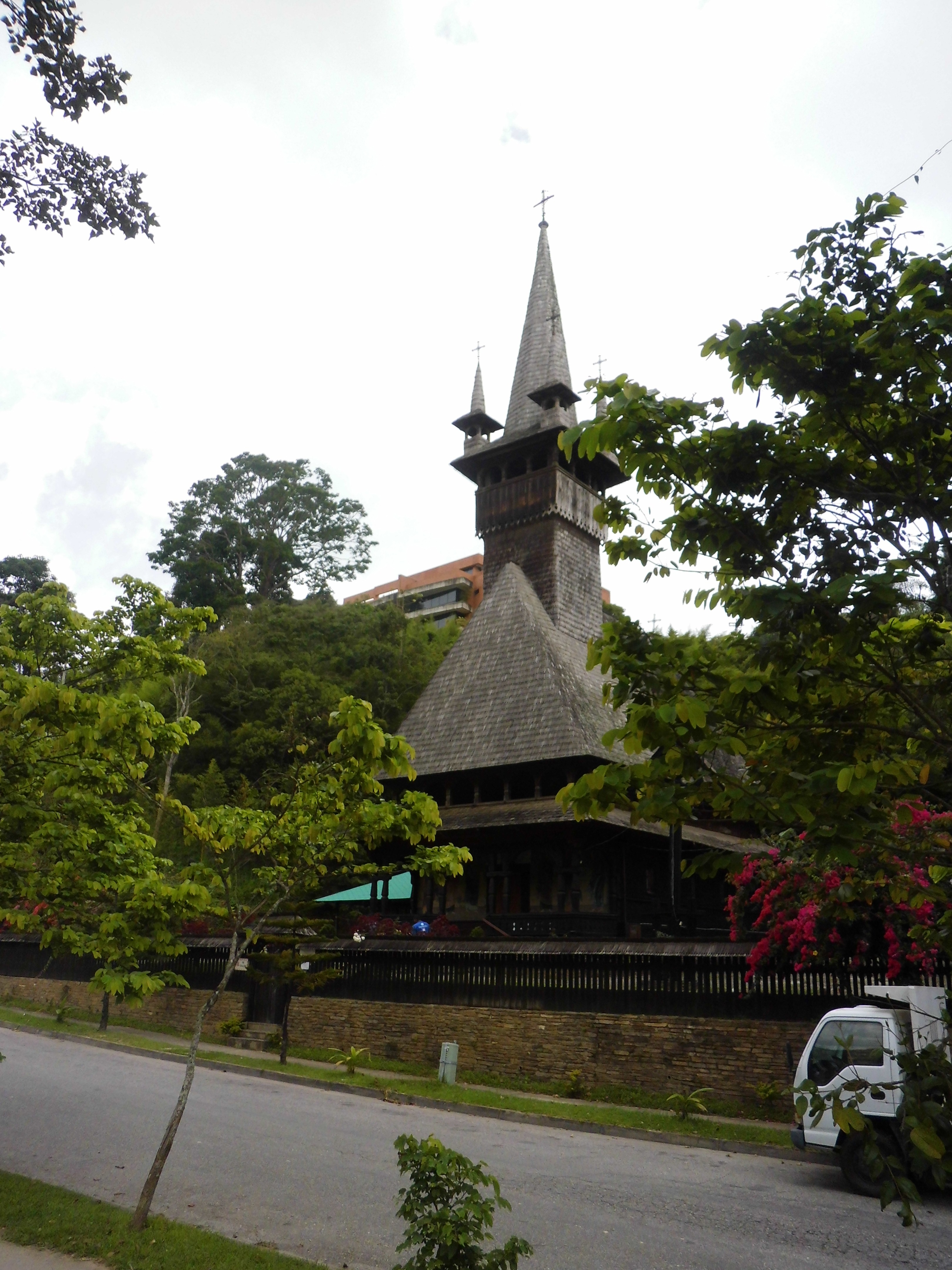
Iglesia Ortodoxa Rumana de San Constantino y Santa Elena en Caracas

La Inmigración rumana en Venezuela se inició ya entrado el siglo XX y se profundizó después de 1989 y en los años 1990. En la actualidad la comunidad de rumanos y sus descendientes en Venezuela ronda los 10.000 habitantes.
En su mayoría son inmigrantes que arribaron al país, como muchas otras nacionalidades, a raíz de la Segunda Guerra Mundial. La primera fase de inmigración ocurrió en los años 1930, constituida por judíos que escapaban del nazismo. Desde esa fecha hasta 1957 se establecieron un total de 1457 rumanos en el país. La segunda fase de inmigración se suscitó entre 1957 y 1958. Esta vez la ola migratoria fue causada por el clima represivo imperante en Rumania dentro del Pacto de Varsovia, y protagonizada tanto por judíos y, en mayor parte, por civiles y disidentes que se oponían a las políticas  del Gobierno comunista rumano de ese momento que gobernó hasta 1989.  Se agrupan en una institución denominada Casa Rumana de Venezuela, presidida por Cornelio Popescu y por Caius Pria, Alexandru Sandru y Constantino Paul como vicepresidentes.
Entre los años 1972 y 1974 llegó a Venezuela un grupo de 30 músicos bajo contrato de la Agencia Artística Rumana con la Orquesta Sinfónica de Maracaibo. Eran profesionales destacados en su campo y su valor docente fue reconocido por José Antonio Abreu, el entonces ministro de Cultura. Él tenía la idea de crear un sistema pionero de orquestas infantiles y juveniles, para lo cual necesitaba de buenos maestros. Muchos de esos músicos rumanos han participado en ese proyecto que dio una oportunidad a numerosos niños, independientemente de su origen y estatus social, de desarrollar su talento musical y participar en conciertos por todo el mundo.
La comunidad rumana está organizada en diversas asociaciones. Así mismo, parte de la comunidad la componen descendientes de rumanos, especialmente mujeres, que han contraído matrimonio con venezolanos, que usualmente habían realizado estudios superiores en Rumania. Añadido a esto, la Iglesia ortodoxa rumana funciona en Caracas desde 1997. Ese mismo año fue construida la Iglesia de San Constantino y Santa Elena en esa ciudad, con el financiamiento del Banco Dacia Felix.
En 2017 se inaugura en el Foro Libertador, un busto del poeta y filósofo rumano Mihai Eminescu en conmemoración de los 50 años de establecimiento de relaciones diplomáticas entre Venezuela y Rumania

## Personas destacadas
- Ingrid Alexandrescu -cantante de gaitas
- Joana Benedek - modelo y actriz.
- Jacques Braunstein - músico, economista, publicista y discjockey.
- Paul Georgescu - ingeniero hidráulico. Profesor emérito de la Universidad Simón Bolívar.
- Sofía Imber, periodista, promotora del arte y fundadora del Museo de Arte Contemporáneo de Caracas.
- Moisés Kaufman - dramaturgo
- Lya Ímber de Coronil - médico pediatra.
- Cornelio Popescu - alcalde
- Thea Segall - fotógrafa.
- Danna Alquati - Youtuber e ilustradora.